# ルートヴィヒ・ベルガー (作曲家)
カール・ルートヴィヒ・ハインリッヒ・ベルガー（Carl Ludwig Heinrich Berger 1777年4月18日 - 1839年2月16日）は、ドイツのピアニスト、作曲家、ピアノ教師。

## 生涯

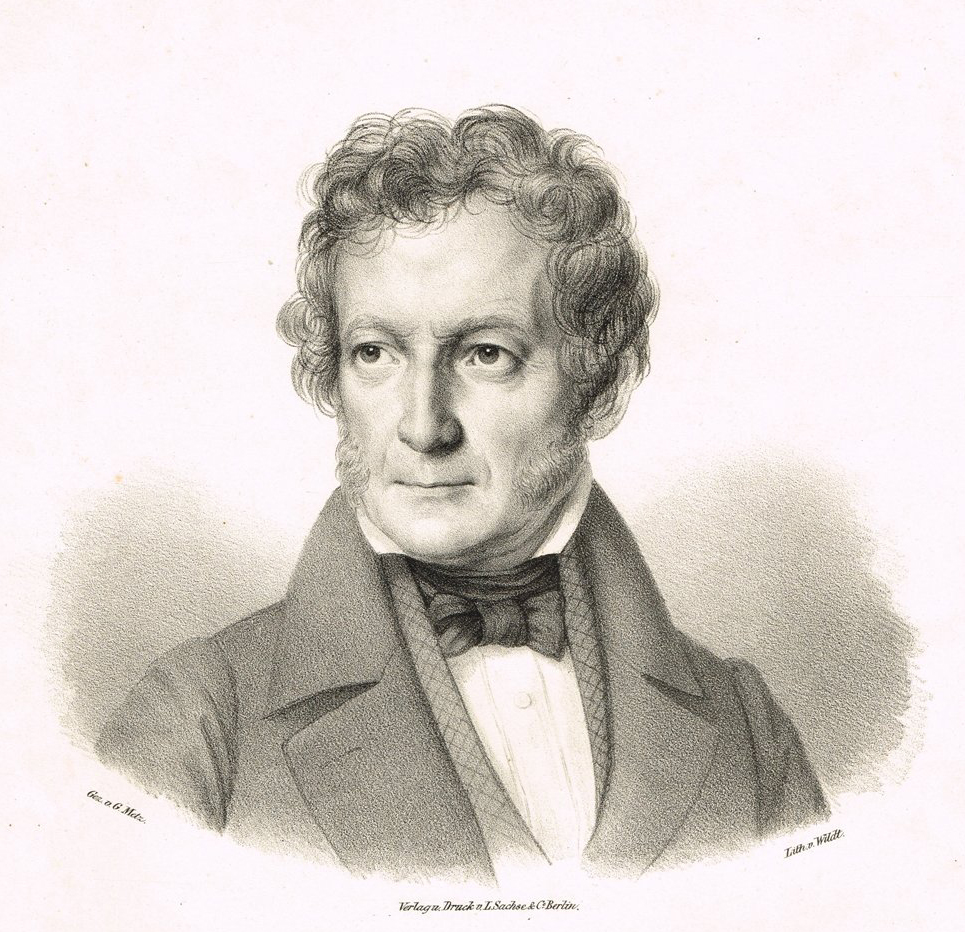
ルートヴィヒ・ベルガー

ベルガーはベルリンに生まれ、幼少期をテンプリンやフランクフルトで過ごしながらフルートやピアノを学んだ。後にベルリンでジョセフ・アウグスティン・グルリッヒ（Joseph Augustin Gürrlich）に作曲を師事した。クレメンティと親しくなった彼は、クレメンティを訪ねてロシアに赴き、その地で8年間過ごした。彼はロシア滞在中に結婚するが、1年も経たずに妻を亡くしてしまう。ナポレオン戦争が勃発するとロンドンに逃れ、そこではピアノ演奏を披露して好評を得た。1815年にベルリンへと戻り、終生そこに留まることになる。腕の神経に異変をきたしてヴィルトゥオーゾとしてのキャリアには終止符を打ったが、彼は指導者として名声を確立していく。名高い門弟にはメンデルスゾーン、タウベルト、ヘンゼルト、ハインリヒ・ドルン、アウグスト・ヴィルヘルム・バッハなどがいる。
ベルガーは160曲以上の独唱歌曲（例えば1816年-1817年の室内遊びに基づく連作歌曲「美しき水車小屋の娘 Die schöne Müllerin」などである）、1曲のピアノ協奏曲、7つのピアノソナタ、29の練習曲やいくつかの教育用ピアノ曲を作曲した。
ベルガーは1839年にベルリンで没した。